# Bressols
Bressols är en kommun i departementet Tarn-et-Garonne i regionen Occitanien i södra Frankrike. Kommunen ligger i kantonen Montech som tillhör arrondissementet Montauban. År 2022 hade Bressols 3 883 invånare.

## Befolkningsutveckling
Antalet invånare i kommunen Bressols

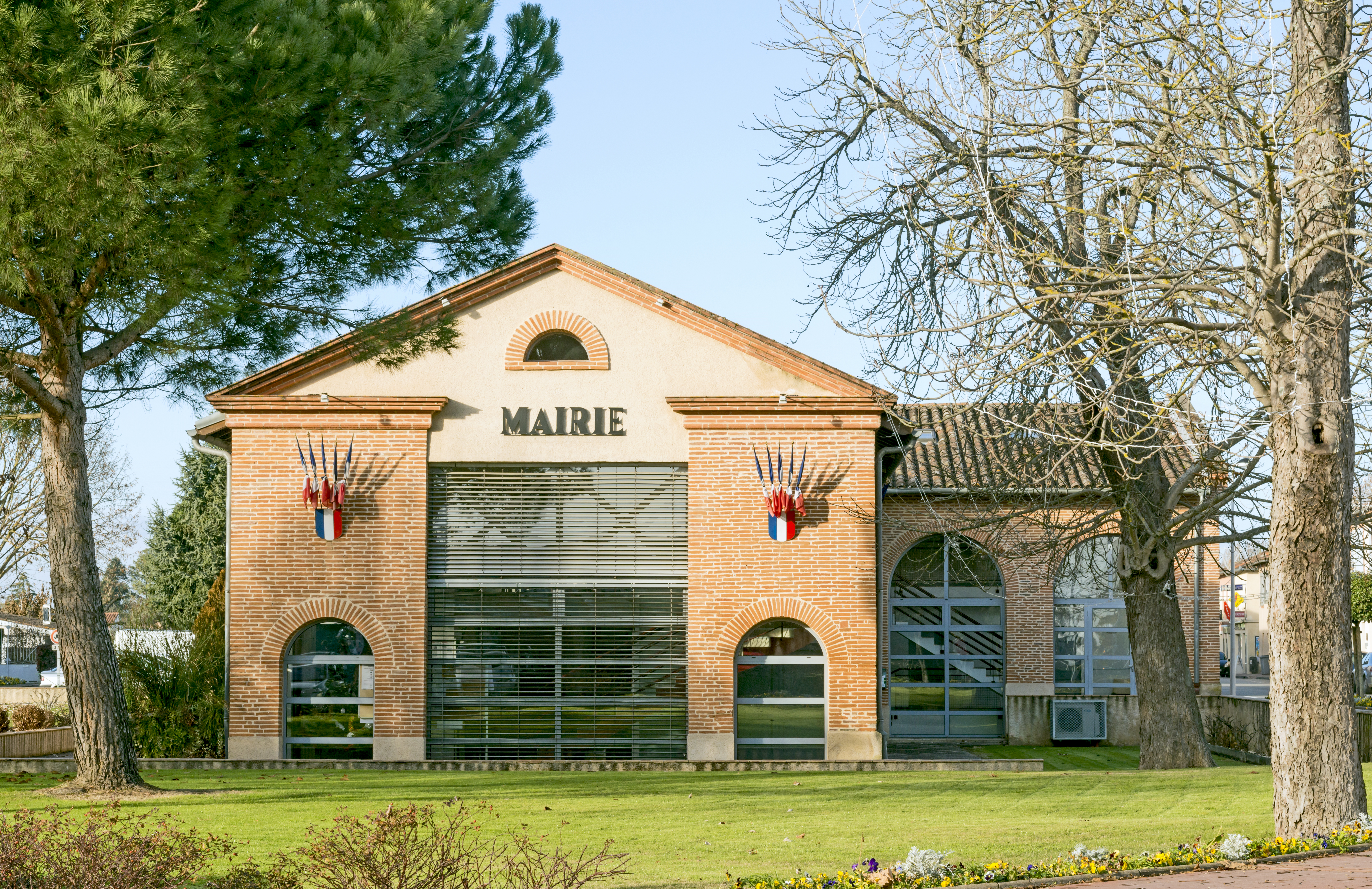
Rådhuset

| Referens: INSEE |